# Балка Грушувата
Балка Грушува́та — балка (річка) в Україні у Пологівському районі Запорізької області. Права притока річки Янчул (басейн Дніпра).

## Опис
Довжина балки приблизно 16,69 км, найкоротша відстань між витоком і гирлом — 14,82 км, коефіцієнт звивистості річки — 1,13. Формується декількома балками та загатами. На деяких ділянках балка пересихає.

## Розташування
Бере початок на південно-західній стороні від села Темирівка. Тече переважно на північний захід через села Новоіванівку та Новогригорівку і на східній околиці села Злагода впадає в річку Янчул, праву притоку річки Гайчул.

## Цікаві факти
- У XX столітті на балці існували свино-молочно-товарні ферми (СТФ, МТФ), газгольдер та декілька газових свердловин[2].